# Leptodon szarogłowy
Leptodon szarogłowy (Leptodon cayanensis) – gatunek ptaka drapieżnego z rodziny jastrzębiowatych (Accipitridae). Występuje w Meksyku, Ameryce Środkowej i Południowej. Nie jest zagrożony wyginięciem.

## Systematyka
Wyróżnia się dwa podgatunki L. cayanensis:
- L. c. cayanensis (Latham, 1790) – południowo-wschodni Meksyk do Ekwadoru, Amazonii, regionu Gujana i Trynidadu
- L. c. monachus (Vieillot, 1817) – środkowa Brazylia do północnej Argentyny

Niektórzy autorzy do L. cayanensis wliczali także leptodona białogłowego (L. forbesi), którego osobniki błędnie uznawano za odmianę młodocianego upierzenia leptodona szarogłowego.

## Morfologia
Leptodon szarogłowy ma 46–53 cm długości i waży 410–605 g. Dorosły osobnik posiada szarą głowę, czarny grzbiet i ogon oraz biały brzuch. Jego dziób ma barwę niebieską, a nogi są szare.

## Ekologia i zachowanie
Występuje na nizinach, rzadziej wyżynach, głównie w koronach drzew dojrzałych lasów i na obrzeżach lasów, ale także w lasach bagiennych, wtórnych lasach suchych oraz na terenach półotwartych, często w pobliżu wody.
Jego pożywienie stanowią głównie gady i płazy oraz duże owady.

## Status
Międzynarodowa Unia Ochrony Przyrody (IUCN) uznaje leptodona szarogłowego za gatunek najmniejszej troski (LC – least concern) nieprzerwanie od 1988 roku. W 2008 roku szacowano, że całkowita liczebność populacji nie przekracza 50 tysięcy osobników. Trend liczebności populacji uznaje się za spadkowy.